# Erika Fatland
Erika Fatland (Haugesund, 27 agosto 1983) è una scrittrice e antropologa norvegese.

## Biografia
Fatland è cresciuta a Ølen, frazione del comune di Vindafjord. Ha trascorso gli anni del liceo a Lione e a Helsinki e ha proseguito gli studi universitari presso l'Università di Copenaghen e l'Università di Oslo, dove ha conseguito il master in antropologia sociale nel 2008. Le ricerche sul campo su cui si basava il master sono state svolte a Beslan, nell'Ossezia Settentrionale, nel 2007. Ha intervistato le persone coinvolte nella strage di Beslan nel 2004: persone in lutto, parenti, sopravvissuti, insegnanti e funzionari governativi. Nel periodo 2008-2009, Erika Fatland è stata dottoranda presso l'Istituto norvegese di politica estera.
Nel 2009 ha debuttato con il libro per bambini Foreldrekrigen, un libro sul divorzio.
Nel 2010, è tornata a Beslan per continuare a lavorare con il materiale della ricerca sul campo, con l'intenzione di espanderlo, per un libro di reportage. Oltre alle nuove conversazioni con gli informatori precedenti, questa volta ha viaggiato più liberamente, anche nelle repubbliche vicine, e ha seguito le orme di alcuni terroristi. A Mosca e a San Pietroburgo, ha intervistato gli investigatori sulla strage, sia i membri della commissione d'inchiesta ufficiale sia gli investigatori indipendenti. Il libro Englebyen è stato pubblicato nel 2011 e il libro è stato tradotto in danese, svedese, olandese e tedesco. Il libro è stato selezionato per il Premio Brage nella sezione di saggistica.
Erika Fatland ha pubblicato nell'autunno del 2012 Året uten sommer ("L'anno senza estate"), un libro sugli attentati terroristici in Norvegia nel 2011. Il libro è stato venduto ed è stato pubblicato in diversi paesi, tra cui Svezia, Danimarca, Paesi Bassi e Germania.
Nell'autunno del 2014 è stato pubblicato Sovietistan (tradotto in italiano nel 2017), un diario di viaggio negli stati post-sovietici in Asia centrale. Turkmenistan, Kazakistan, Kirghizistan, Tagikistan e Uzbekistan: un viaggio lungo 8 mesi negli “-stan” dell’Asia centrale nati nel 1991 dalla dissoluzione dell’Unione Sovietica. Per questo libro, ha ricevuto il premio di saggistica dei librai norvegesi nel 2015. Finora Sovietistan è stato venduto in 21 paesi. Nel 2016 le è stato assegnato il Premio Wessel.
Nel 2017 ha pubblicato La frontiera (tradotto in italiano nel 2019): un viaggio intorno alla Russia, attraverso Corea del Nord, Cina, Mongolia, Kazakistan, Azerbaigian, Georgia, Ucraina, Bielorussia, Lituania, Polonia, Lettonia, Estonia, Finlandia e Norvegia e il passaggio a nord-est. Per quasi un anno, Erika Fatland ha raccolto testimonianze e immagini, ritraendo non solo le culture e la società di Paesi diversi ma portando il lettore in terre lontane che hanno in comune una sola cosa: la vicinanza con la Russia. Questo è stato tradotto in dodici lingue, fra cui il faroese. Nel 2021 ha pubblicato La vita in alto (Marsilio Editore) in cui racconta ai lettori il suo viaggio sull'Himalaya, che parte da Kashgar, città visitata da Marco Polo e descritta ne Il Milione, nella provincia autonoma dello Xinjiang, collegata al confinante Pakistan da una strada che attraversa la catena del Karakorum, in un deserto di montagna, e che porta l’autrice a visitare il Pakistan, l’India, il Bhutan, il Nepal e il Tibet, cinque paesi molto diversi.
Conosce sette lingue: oltre alla propria, parla inglese, francese, tedesco, russo, spagnolo ed italiano. 
Erika Fatland vive a Oslo. È stata sposata con l'autore Erik Fosnes Hansen, dal quale ha divorziato nel 2023.

## Opere
- Foreldrekrigen, Cappelen Damm, 2009, ISBN 978-82-022-9626-1.
- La città degli angeli. Racconto da Beslan (Englebyen. Historier fra Beslan, 2011, 2023), traduzione di Francesco Peri, Collana Gli specchi, Venezia, Marsilio, 2024, ISBN 978-88-297-8984-9.
- Året uten sommer, Kagge Forlag 2012, ISBN 978-82-489-1319-1.
- Sovietistan. Un viaggio in Asia centrale (Sovjetistan. En reise gjennom Turkmenistan, Kasakhstan, Tadsjikistan, Kirgisistan og Usbekistan, 2014), traduzione di Eva Kampmann, Collana Gli specchi, Venezia, Marsilio, 2017, ISBN 978-88-317-2783-9.
- Vinterkrigen, Cappelen Damm 2017. Illustrert av Marius Renberg, ISBN 978-82-025-4565-9.
- La frontiera. Viaggio intorno alla Russia (Grensen - en reise rundt Russland gjennom Nord-Korea, Kina, Mongolia, Kasakhstan, Aserbajdsjan, Georgia, Ukraina, Hviterussland, Litauen, Polen, Latvia, Estland, Finland og Norge samt Nordøstpassasjen, 2017), traduzione di S. Culeddu, E. Putignano e A. Scali, Collana Gli specchi, Venezia, Marsilio, 2019, ISBN 978-88-297-0285-5.
- La vita in alto. Una stagione all'Hymalaya (Høyt - En reise i Himalaya, 2020), traduzione di S. Culeddu e A. Scali, Collana Gli specchi, Venezia, Marsilio, 2021, ISBN 978-88-297-1368-4.